# Victor-Félix Bernadou
Victor-Félix Bernadou (Castres, 25 giugno 1816 – Sens, 15 novembre 1891) è stato un cardinale e arcivescovo cattolico francese.

## Biografia
Nacque a Castres il 25 giugno 1816.
Papa Leone XIII lo elevò al rango di cardinale nel concistoro del 7 giugno 1886.
Morì il 15 novembre 1891 all'età di 75 anni.

## Genealogia episcopale e successione apostolica
La genealogia episcopale è:
- Cardinale Guillaume d'Estouteville, O.S.B.Clun.
- Papa Sisto IV
- Papa Giulio II
- Cardinale Raffaele Sansone Riario
- Papa Leone X
- Papa Paolo III
- Cardinale Francesco Pisani
- Cardinale Alfonso Gesualdo di Conza
- Papa Clemente VIII
- Cardinale Pietro Aldobrandini
- Cardinale Laudivio Zacchia
- Cardinale Antonio Barberini, O.F.M.Cap.
- Cardinale Nicolò Guidi di Bagno
- Arcivescovo François de Harlay de Champvallon
- Cardinale Louis-Antoine de Noailles
- Vescovo Jean-François Salgues de Valderies de Lescure
- Arcivescovo Louis-Jacques Chapt de Rastignac
- Arcivescovo Christophe de Beaumont du Repaire
- Cardinale César-Guillaume de La Luzerne
- Arcivescovo Gabriel Cortois de Pressigny
- Arcivescovo Jean-Paul-Gaston de Pins
- Arcivescovo Jean-Joseph-Marie-Eugène de Jerphanion
- Cardinale Victor-Felix Bernadou

La successione apostolica è:
- Arcivescovo Pierre-Anastase Pichenot (1870)
- Vescovo Charles-Marie-Denis-Anselme Nouvel de La Flèche, O.S.B. (1872)
- Arcivescovo Alfred Duquesnay (1872)
- Vescovo Pierre-Louis-Marie Cortet (1875)